# Jakob Pontus Stenbock
Jakob Pontus Stenbock (ryska: Яков Фёдорович Стенбок, Jakov Fjodorovitj Stenbok), född 10 september 1744, död 23 september 1824 i Tallinn, var en svenskättad greve, rysk officer, brigadgeneral i ryska armén och jordägare i Estland. Han är idag mest känd som byggherre för Estlands regeringskanslibyggnad, Stenbockska huset.

## Biografi
Jakob Pontus Stenbock tillhörde den estländska grenen av den grevliga ätten Stenbock och var son till den svenske officeren greve Fredrik Magnus Stenbock och Ebba Margaretha De la Gardie; hans farfar var den svenske fältmarskalken Magnus Stenbock och hans morfar Adam Carl De la Gardie. Stenbock ägde godsen Emmaste på Dagö samt Ungru slott och Nyhovet (Uuemõisa) i Läänemaa och var också byggherre till Stenbockska huset i Reval (Tallinn), som sedermera kom att bli Estlands regerings officiella byggnad. Han ägde även godsen Hohenholm (Kõrgessaare) och Storhovet (Hiiu-Suuremõisa), som han på grund av ekonomiska svårigheter tvingades sälja till redaren Otto Reinhold Ludwig von Ungern-Sternberg.
Stenbock kom senare att vara domare i den rättegång som 1802 ledde till Ungern-Sternbergs förvisning till Tobolsk i Sibirien. Rättegången och bakgrunden till denna är temat i Herman Sergos estniska roman Randröövel (1988).

## Familj
Stenbock gifte sig första gången 1764 i Sankt Petersburg med grevinnan Sarah Eleonora Fermor, dotter till generalen Vilhelm von Fermor. I äktenskapet föddes följande barn som nådde vuxen ålder: Katharina Stenbock (född 1765); Jakob Wilhelm Stenbock (1766–1808), rysk överste, godsägare till Vilivalla; Magnus Johan Stenbock-Fermor (1768–1834), godsägare till Nitaure i Livland och Orjaku, Nyhovet och Salajõgi i Estland, rysk överste; Sarah Dorothea Margaretha Stenbock (1771–1854), gift med general Vassili Kulomsin; Juliane Charlotte Elisabeth Stenbock (född 1772); Alexander Matthias Stenbock (född 1773); Barbara Sophie Stenbock (född 1774).
I andra äktenskapet gifte han sig med Jekaterina Djakova, dotter till generalen Aleksej Djakov.